# Le Chapeau (film, 1975)
Pour le film de Michèle Cournoyer, voir Le Chapeau.
Pour plus de détails, voir Fiche technique et Distribution.
Le Chapeau est un film ivoirien réalisé en 1975 et sorti en 1986 par Roger Gnoan Mbala.

## Distribution
- Mathieu Attawa
- Kodjo Eboucle
- Joël Okou

## Réception

### Récompenses
- Festival international du film d'Amiens 1985 :
  - Prix de la ville d'Amiens
  - Prix spécial du jury